# Antiquark c
L'antiquark c és un antiquark de segona generació, semblant a l'antiquark u però més pesant. És l'antipartícula del quark c, però amb nombres quàntics oposats; això vol dir que, si es troben, s'aniquilen mútuament en forma de radiació gamma. Tot i així, pot formar mesons (com els mesons D) i barions (com els barions sigma), si anul·len la seva càrrega de color.
Es considera que els mesons i barions tenen el valor negatiu d'una unitat de sabor encant (C) per cada antiquark c que tenen.